# Videostop
Videostop je televizní soutěž, kterou vysílala Československá, později Česká televize od roku 1985 s občasnými přestávkami do roku 2000, resp. 2002. V letech 2011–2015 byl pořad obnoven na stanici TV Barrandov pod názvem Barrandovský videostop.

## Počátky na ČST
„Vynálezcem“ pořadu byl dlouholetý televizní technik Vladimír Bezděk, který napsal pilotní díl již počátkem 80. let. K realizaci ho ale až v roce 1985 přiměla Oldřiška Cebrovská-Podhorcová. Pilotní díl pořadu, který uváděl herec Josef Dvořák, byl natočen v květnu 1985. Na dalších dílech však Dvořák spolupráci odmítl, mělo se totiž vysílat živě každý měsíc, což si nemohl kvůli svým divadelním závazkům dovolit.
Tento úvodní díl se tedy dočkal odvysílání až ve středu 18. prosince 1985 na II. programu ČST, v roce 1986 se vysílal živě každý měsíc jeden nový díl, poprvé v pátek 10. ledna 1986 od 21:30 na I. programu ČST a poté vždy s odstupem čtyř týdnů až do 12. prosince 1986. Téměř celý tento ročník uváděl hlasatel Armádního uměleckého souboru Zdeněk Tulis a režíroval Pavel Vantuch.
V roce 1987 pořad z vysílacího schématu nakrátko vypadl, protože ho nahradila ideologicky vhodnější soutěž 3×5 o krásách Sovětského svazu. Ta však byla podle K. Čáslavského po několika dílech „pro blbost pořadu“ zrušena a v pátek 7. srpna 1987 byl Videostop, v mírně upravené podobě, obnoven. Od té doby je pořad také nerozlučně spjat se jménem (původně rozhlasového) moderátora Jana Rosáka, který za tuto práci získal i řadu diváckých ocenění a pořad pro něj znamenal start moderátorské kariéry v 90. letech. Režiséra P. Vantucha pak v několika dílech nahradil Petr Soukup a nakonec u pořadu nastálo zakotvil ostřílený režisér Ivo Paukert, který natočil 140 z celkem 186 dílů pořadu.
Neopominutelnou osobností pořadu byl arbitr – tímto spolumoderátorem a porotcem byl po celou dobu filmový historik Karel Čáslavský, který se díky pořadu stal z neznámého plachého archiváře celorepublikově uznávaným znalcem filmové historie.
Zajímavostí je, že ve tvorbě scénářů se střídali tři lidé: Karel Čáslavský své díly orientoval zejména na filmovou klasiku 30. a 40. let, Jan Rosák se spoléhal spíše na novou tvorbu 60. až 80. let a Vladimír Bezděk se zase vracel k televizní tvorbě.

## Soutěžní pravidla
V prvním ročníku byli čtyři soutěžící vybíráni elektronickým losem z publika, které tvořili obvykle zaměstnanci nějakého podniku. Proti soutěžícím seděly populární osobnosti (herci, režiséři, zpěváci, spisovatelé, kreslíři atd.) v roli poradců. Tito poradci byli soutěžícím předem přiděleni, ale složení takových dvojic nebylo soutěžícím ani poradcům v průběhu natáčení známo, pouze diváci u obrazovek je mohli vidět pomocí obrazu v obraze při úvodním představování.
Soutěžní otázky se týkaly nějakého filmu nebo pořadu – na velké obrazovce byl soutěžícím promítnut úryvek a nejčastějším úkolem soutěžících bylo říct jeho název, jindy otázky směřovaly například na jméno herce nebo rok natočení snímku, výjimečně přišla až po skončení ukázky otázka na postřeh. Soutěžící se k odpovědi přihlašovali stisknutím tlačítka, kterým současně zastavili projekci (odtud název „video-stop“) a mohli rovnou odpovědět. Ukázek bylo připraveno osm a po každé z nich následovala doplňující otázka, na kterou namísto soutěžícího odpovídal poradce, a soutěžící se rozhodoval, zda s jeho odpovědí souhlasí či nikoliv; záleželo jen na poradci, zda radil správně nebo úmyslně špatně (v terminologii pořadu „blafoval“; rádcům byly správné odpovědi známy už před natáčením). Pokud soutěžící souhlasil se správnou nebo zamítl chybnou radu, přičetl se bod jemu, naopak souhlas soutěžícího se špatnou nebo nesouhlas se správnou radou znamenal bod pro rádce. Někdy byla jako doplňující tipovací otázka, kdy každý z poradců nabídl svou odpověď a úkolem soutěžícího bylo uhodnout, který z poradců byl se svým tipem nejblíž přesné odpovědi. Pokud nikdo ze soutěžících nedokázal na první otázku k ukázce správně odpovědět, byla otázka položena divákům ve studiu, úspěšný divák pak bod a právo odpovídat na doplňující otázku daroval některému soutěžícímu. Když správnou odpověď neznali ani diváci ve studiu, první bod nezískal nikdo a o možnosti odpovídat na doplňující otázku rozhodlo, kdo z výchozí pozice s rukama za zády nejrychleji stiskl tlačítko. Přibližně v polovině pořadu byly dvojice odtajněny, bodové účty rádců a soutěžících po dvojicích sečteny (body za úspěšné blafování tak mohly významně ovlivnit výsledek soutěže), poradci přisedli ke stolkům soutěžících a hra pokračovala dál.
Po poslední doplňující otázce byl vyhlášen vítěz, který se dostavil k obrazovce a na ní hrál elektronické kostky: jejich zobrazené hodnoty se měnily jen zčásti náhodně (občas se některá kostka i na několik sekund zastavila) a úkolem soutěžícího bylo zmáčknout stop-tlačítko ve chvíli, kdy alespoň dvě kostky ukazovaly stejnou hodnotu. Při úspěšném pokusu se počet bodů zdvoj- či ztrojnásobil, při chybném snížil na polovinu. Počet pokusů byl roven počtu předtím vysoutěžených bodů. Čím více úspěšných zásahů, tím výše soutěžící postoupil – nejnižší „cenou útěchy“ byla zpravidla stolní hra Člověče, nezlob se!, dalšími cenami býval např. mixér, holicí strojek, vysavač atd., nejvyšší cenou potom přenosný televizor TESLA (v prvních ročnících černobílý Merkur, později barevný Oravan). Po roce 1990 se nabídka rozšířila i o hi-fi systém, videorekordér nebo videokameru. Pokud byl soutěžící spokojen s průběžně dosaženou výhrou nebo již dosáhl na nejvyšší výhru, nemusel dohrát kostky do konce. Po skončení soutěže získal vítěz i videokazetu s kompletním záznamem daného dílu pořadu.
Od ročníku 1987 došlo k drobné změně, počet soutěžících i poradců byl ze čtyř snížen na tři a složení dvojic bylo odtajněno až po zodpovězení osmé otázky.

## Po roce 1989
Po roce 1989 bylo dosavadní zaměření výhradně na československé filmy rozšířeno i na světovou produkci. Ukázky z filmů typu Želvy Ninja nebo Krotitelé duchů se ale v nabídce dlouho neudržely a po několika dílech se pořad vrátil k československé tvorbě – do toho se navíc promítnul fakt, že stanice TV Nova získala výhradní smlouvu s monopolním distributorem Bontonfilm na tvorbu z doby státního filmu, a ČT tak byla kvůli právům na vysílání ukázek nucena více používat ukázky z vlastní dramatické a zábavné tvorby Československé a České televize.
Pořad byl na České televizi vysílán až do roku 2000. Za 15 let tak vzniklo 186 pokračování o stopáži 39 minut a k tomu dva silvestrovské speciály (1988 a 2000), z nichž ten druhý byl zároveň rozlučkovým a pánové Rosák s Čáslavským si v něm zahráli oblíbené pasáže ze známých československých komedií. Za tuto dobu se v pořadu vystřídalo okolo 550 soutěžících.
Na žádost diváků se pořad objevil znovu v roce 2002 pod názvem Nový Videostop. Nevhodně zvolený vysílací čas v neděli pozdě odpoledne, opětovné dosazení zahraničních titulů a animovaná postavička Vlasty Buriana jako glosátora pořadu ale už diváky nezískaly a s rokem 2002 pořad na ČT skončil definitivně.

## Obnovení
Další návrat zaznamenal Videostop v roce 2011: TV Barrandov spustila novou verzi pořadu pod názvem Barrandovský videostop. Tradičně jej moderoval Jan Rosák, tentokrát již ale chyběl filmový historik Karel Čáslavský. Toho nahradil v každém dílu některý známý režisér. Pořad byl vysílán každý týden v přibližně čtvrtletních cyklech, přičemž vítězové jednotlivých pořadů se po trojicích potkali v semifinále a vítězové semifinále pak ve finále. Barrandovský videostop skončil na konci roku 2013. Od 21. listopadu 2015 TV Barrandov pořad obnovila, jen Jana Rosáka nahradila Halina Pawlowská. Odvysíláno ale bylo jen pár dílů a poté byl pořad úplně zrušen.